# Municipio de Todd (condado de Huntingdon)
El municipio de Todd (en inglés: Todd Township) es un municipio ubicado en el condado de Huntingdon en el estado estadounidense de Pensilvania. En el año 2000 tenía una población de 1.004 habitantes y una densidad poblacional de 8.6 personas por km².

## Geografía
El municipio de Todd se encuentra ubicado en las coordenadas 40°14′45″N 78°07′59″O / 40.24583, -78.13306.

## Demografía
Según la Oficina del Censo en 2000 los ingresos medios por hogar en la localidad eran de $32,273 y los ingresos medios por familia eran de $37,344. Los hombres tenían unos ingresos medios de $28,462 frente a los $20,000 para las mujeres. La renta per cápita de la localidad era de $13,734. Alrededor del 10,4% de la población estaba por debajo del umbral de pobreza.